# Charlton megye
Charlton megye az Amerikai Egyesült Államokban, azon belül Georgia államban található. Megyeszékhelye és legnagyobb városa Folkston. Lakosainak száma 12 518 fő (2020. április 1.). Charlton megye Brantley, Baker, Ware, Camden és Nassau megyékkel határos.

## Népesség
A megye népességének változása:
| Lakosok száma | 12 811 | 13 381 | 13 289 | 13 255 | 12 965 | 12 518 |
|               | 2010   | 2011   | 2012   | 2013   | 2015   | 2020   |